# Temporada 2019 del Campeonato Británico de Superbikes
La temporada 2019 del Campeonato Británico de Superbikes (Oficialmente y en inglés Bennets British Superbikes in association with Pirelli, y coloquialmente conocido con el acrónimo BSB) es la 32.ª edición de este certamen. El campeón del año anterior Leon Haslam no participa pues disputa el Campeonato Mundial de Superbikes. Tampoco lo hace el subcampeón Jake Dixon pues da el salto al campeonato del mundo de Moto2.

## Calendario
| Calendario 2019                     | Calendario 2019 | Calendario 2019           | Calendario 2019  | Calendario 2019           | Calendario 2019           | Calendario 2019           | Calendario 2019 |
| Pretemporada                        | Pretemporada    | Pretemporada              | Pretemporada     | Pretemporada              | Pretemporada              | Pretemporada              | Pretemporada |
| Test                                | Test            | Circuito                  | Fecha            | Mejor tiempo              | 2º mejor tiempo           | 3er mejor tiempo          | Resultados |
| ----------------------------------- | --------------- | ------------------------- | ---------------- | ------------------------- | ------------------------- | ------------------------- | --- |
| 1                                   | D1              | Monteblanco               | 13 de marzo      | Scott Redding 1:37:335    | Xavi Forès 1:37:504       | Jason O'Halloran 1:37:656 | Tabla de tiempos Archivado el 25 de abril de 2019 en Wayback Machine.                                              |
| 1                                   | D2              | Monteblanco               | 14 de marzo      | Jason O'Halloran 1:36:587 | Glenn Irwin 1:37:005      | Scott Redding 1:37:077    | Tabla de tiempos Archivado el 25 de abril de 2019 en Wayback Machine.                                              |
| 1                                   | D3              | Monteblanco               | 15 de marzo      | Scott Redding 1:36:291    | Jason O'Halloran 1:36:484 | Tarran Mackenzie 1:36:904 | Tabla de tiempos                                                                                                   |
| 2                                   | D1              | Portimao                  | 17 de marzo      | Scott Redding 1:44:502    | Xavi Forès 1:44:528       | Josh Brookes 1:44:677     | Tabla de tiempos (enlace roto disponible en Internet Archive; véase el historial, la primera versión y la última). |
| 2                                   | D2              | Portimao                  | 18 de marzo      | Jason O'Halloran 1:43:600 | Scott Redding 1:43:727    | Xavi Forès 1:43:761       | Tabla de tiempos                                                                                                   |
| 3                                   | D1              | Silverstone (National)    | 9 abril          | Jason O'Halloran 54.372   | Dan Linfoot 54.416        | Josh Brookes 54.509       | Tabla de tiempos Archivado el 25 de abril de 2019 en Wayback Machine.                                              |
| Test oficiales durante la temporada |                 |                           |                  |                           |                           |                           | |
| 1                                   | D1              | Oulton Park               | 25 abril         | Josh Brookes 1:34:929     | Danny Buchan 1:35:996     | Tommy Bridewell 1:36:010  | Tabla de tiempos Archivado el 25 de abril de 2019 en Wayback Machine.                                              |
| Temporada Regular                   |                 |                           |                  |                           |                           |                           | |
| Ronda                               | Ronda           | Circuito                  | Fecha            | Pole Position             | Vuelta Rápida             | Piloto Ganador            | Equipo Ganador |
| 1                                   | R1              | Silverstone (National)    | 21 abril         | Tarran Mackenzie          | Tarran Mackenzie          | Josh Elliot               | OMG Suzuki |
| 1                                   | R2              | Silverstone (National)    | 21 abril         | Tarran Mackenzie          | Danny Buchan              | Tarran Mackenzie          | McAMS Yamaha |
| 2                                   | R1              | Oulton Park               | 6 de mayo        | Josh Brookes              | Tommy Bridewell           | Josh Brookes              | Be Wiser Ducati |
| 2                                   | R2              | Oulton Park               | 6 de mayo        | Tommy Bridewell           | Josh Brookes              | Josh Brookes              | Be Wiser Ducati |
| 3                                   | R1              | Donington Park (National) | 25 de mayo       | Josh Brookes              | Tommy Bridewell           | Scott Redding             | Be Wiser Ducati |
| 3                                   | R2              | Donington Park (National) | 26 de mayo       | Tommy Bridewell           | Héctor Barberà            | Scott Redding             | Be Wiser Ducati |
| 3                                   | R3              | Donington Park (National) | 26 de mayo       | Héctor Barberà            | Jason O'Halloran          | Scott Redding             | Be Wiser Ducati |
| 4                                   | R1              | Brands Hatch (GP)         | 16 de junio      | Scott Redding             | Scott Redding             | Josh Brookes              | Be Wiser Ducati |
| 4                                   | R2              | Brands Hatch (GP)         | 16 de junio      | Scott Redding             | Tommy Bridewell           | Josh Brookes              | Be Wiser Ducati |
| 5                                   | R1              | Knockhill                 | 30 de junio      | Xavi Forès                | Scott Redding             | Danny Buchan              | FS3 Kawasaki |
| 5                                   | R2              | Knockhill                 | 30 de junio      | Scott Redding             | Danny Buchan              | Scott Redding             | Be Wiser Ducati |
| 6                                   | R1              | Snetterton 300            | 21 de julio      | Scott Redding             | Tommy Bridewell           | Scott Redding             | Be Wiser Ducati |
| 6                                   | R2              | Snetterton 300            | 21 de julio      | Tommy Bridewell           | Scott Redding             | Scott Redding             | Be Wiser Ducati |
| 7                                   | R1              | Thruxton                  | 4 agosto         | Scott Redding             | Andrew Irwin              | Andrew Irwin              | Honda Racing BSB                                                                                                   |
| 7                                   | R2              | Thruxton                  | 4 agosto         | Andrew Irwin              | Josh Brookes              | Josh Brookes              | Be Wiser Ducati |
| 8                                   | R1              | Cadwell Park              | 18 agosto        | Josh Brookes              | Tommy Bridewell           | Danny Buchan              | FS3 Kawasaki |
| 8                                   | R2              | Cadwell Park              | 18 agosto        | Tommy Bridewell           | Tommy Bridewell           | Josh Brookes              | Be Wiser Ducati |
| 9                                   | R1              | Oulton Park               | 7 de septiembre  | Josh Brookes              | Josh Brookes              | Josh Brookes              | Be Wiser Ducati |
| 9                                   | R2              | Oulton Park               | 8 de septiembre  | Josh Brookes              | Bradley Ray               | Scott Redding             | Be Wiser Ducati |
| 9                                   | R3              | Oulton Park               | 8 de septiembre  | Bradley Ray               | Tommy Bridewell           | Tommy Bridewell           | Oxford Racing Ducati                                                                                               |
| The Showdwon                        |                 |                           |                  |                           |                           |                           | |
| 10                                  | R1              | TT Circuit Assen          | 22 de septiembre | Scott Redding             | Tommy Bridewell           | Scott Redding             | Be Wiser Ducati |
| 10                                  | R2              | TT Circuit Assen          | 22 de septiembre | Tommy Bridewell           | Scott Redding             | Scott Redding             | Be Wiser Ducati |
| 11                                  | R1              | Donington Park (GP)       | 6 de octubre     | Scott Redding             | Scott Redding             | Scott Redding             | Be Wiser Ducati |
| 11                                  | R2              | Donington Park (GP)       | 6 de octubre     | Scott Redding             | Josh Brookes              | Scott Redding             | Be Wiser Ducati |
| 12                                  | R1              | Brands Hatch (GP)         | 19 de octubre    | Josh Brookes              | Josh Brookes              | Josh Brookes              | Be Wiser Ducati |
| 12                                  | R2              | Brands Hatch (GP)         | 20 de octubre    | Josh Brookes              | Tommy Bridewell           | Josh Brookes              | Be Wiser Ducati |
| 12                                  | R3              | Brands Hatch (GP)         | 20 de octubre    | Tommy Bridewell           |                           | Josh Brookes              | Be Wiser Ducati |

- Silverstone utiliza su versión "national" (la más corta) como ya hiciera el año anterior debido a los problemas de drenaje en caso de lluvia después del reasfaltado a principios de 2018, y que obligó a suspender el GP de Gran Bretaña de 2018.[4] Utilizando esta versión del trazado, sustituye la cita en un circuito muy corto que se suele hacer a principio de año, que habitualmente se hacía en Brands Hatch "Indy", que deja de utilizarse para el certamen.
- Donington Park pasa de tener 1 cita a tener 2 citas en el calendario. La primera se hace en la versión más corta, la "national"; y la segunda en la versión más larga la "GP", que se encuentra dentro del "The Showdon". Esto se debe a que Brands Hatch pierde su cita en la versión "indy" como se explica en el punto anterior. La primera es una cita triple aprovechando el "Spring Bank Holiday" (Puente de la primavera. Último lunes del mes de mayo. Festivo en todo Reino Unido).
- Oulton Park dejará de tener presencia en el Showdown y pierde la triple cita del "Spring Bank Holiday" (en ambas reemplazado por Donington Park). En cambio, tendrá la cita triple que decide que 6 pilotos se clasifican para "The Showdown". Esta cita la acogía Silverstone.

## Pilotos y equipos
| Constructor | Equipo                               | Dorsal | Piloto           | Rondas             |
| ----------- | ------------------------------------ | ------ | ---------------- | ------------------ |
| Ducati      | Be Wiser Ducati                      | 25     | Josh Brookes     | Todas              |
| Ducati      | Be Wiser Ducati                      | 45     | Scott Redding    | Todas              |
| Ducati      | Oxford Racing Ducati                 | 46     | Tommy Bridewell  | Todas              |
| Ducati      | Brixx Ducati                         | 20     | Sylvain Barrier  | 1-4                |
| Honda       | Honda Racing BSB                     | 6      | Xavi Forès       | Todas              |
| Honda       | Honda Racing BSB                     | 18     | Andrew Irwin     | Todas              |
| Honda       | Milenco by Padgetts Motorcycles      | 11     | Conor Cummins    | 1                  |
| Yamaha      | McAMS Yamaha                         | 22     | Jason O'Halloran | Todas              |
| Yamaha      | McAMS Yamaha                         | 95     | Tarran Mackenzie | Todas              |
| Yamaha      | Raceways Yamaha                      | 59     | Matt Truelove    | Todas              |
| Yamaha      | Santander Salt TAG Yamaha            | 4      | Dan Linfoot      | Todas              |
| Yamaha      | Santander Salt TAG Yamaha            | 8      | Shaun Winfield   | Todas              |
| Yamaha      | EHA Racing Yamaha                    | 23     | David Allingham  | 1-9, 11            |
| BMW         | Tyco BMW Motorrad                    | 21     | Christian Iddon  | Todas              |
| BMW         | Tyco BMW Motorrad                    | 33     | Keith Farmer     | 1-5                |
| BMW         | Tyco BMW Motorrad                    | 2      | Glen Irwin       | 7-9                |
| BMW         | Tyco BMW Motorrad                    | 70     | Michael Laverty  | 6                  |
| BMW         | Tyco BMW Motorrad                    | 99     | Taylor Mackenzie | 11-12              |
| BMW         | Smiths Racing BMW                    | 60     | Peter Hickman    | Todas              |
| BMW         | Smiths Racing BMW                    | 77     | James Ellison    | 1-7                |
| BMW         | Smiths Racing BMW                    | 75     | Alex Olsen       | 9-12               |
| BMW         | Lloyd & Jones Bowker Motorrad BMW    | 40     | Joe Francis      | Todas              |
| BMW         | NP Motorcycles                       | 48     | Ashley Beech     | 11                 |
| BMW         | CDH Racing                           | 74     | Dean Hipwell     | 1-8                |
| BMW         | CDH Racing                           | 65     | Josh Owens       | 9-12               |
| Kawasaki    | FS3 Kawasaki                         | 83     | Danny Buchan     | Todas              |
| Kawasaki    | Quattro Plant - JG Speedfit Kawasaki | 2      | Glen Irwin       | 1-5                |
| Kawasaki    | Quattro Plant - JG Speedfit Kawasaki | 61     | Ben Currie       | 1-2, 5-12          |
| Kawasaki    | Quattro Plant - JG Speedfit Kawasaki | 37     | James Hillier    | 1-2                |
| Kawasaki    | Quattro Plant - JG Speedfit Kawasaki | 80     | Héctor Barberà   | 3 -4, 6-12         |
| Kawasaki    | Gearlink Kawasaki                    | 89     | Fraser Rogers    | 1-2, 5-8           |
| Kawasaki    | RAF Regular & Reserves Kawasaki      | 7      | Ryan Vickers     | 1-3, 6-12          |
| Kawasaki    | Team WD40 Kawasaki                   | 71     | Claudio Corti    | Todas              |
| Kawasaki    | Team 64 Kawasaki                     | 90     | Sam Coventry     | Todas              |
| Kawasaki    | Silicone Engineering Kawasaki        | 5      | Dean Harrison    | 1-2, 5-6, 8, 11-12 |
| Suzuki      | Buildbase Suzuki                     | 28     | Bradley Ray      | Todas              |
| Suzuki      | Buildbase Suzuki                     | 81     | Luke Stapleford  | Todas              |
| Suzuki      | Buildbase Suzuki                     | 42     | Richard Cooper   | 10                 |
| Suzuki      | OMG Racing Suzuki                    | 10     | Josh Elliot      | 1-8                |
| Suzuki      | OMG Racing Suzuki                    | 12     | Luke Mossey      | 1-7, 9-12          |
| Suzuki      | OMG Racing Suzuki                    | 3      | Billy McConnell  | 8-9                |
| Suzuki      | OMG Racing Suzuki                    | 3      | Billy McConnell  | 10-12              |
| Suzuki      | OMG Racing Suzuki                    | 77     | James Ellison    | 10-12              |
| MV Agusta   | Bike Devil Sweda MV Agusta           | 52     | Danny Kent       | 6-7                |
| MV Agusta   | Bike Devil Sweda MV Agusta           | 69     | Gino Rea         | 8, 11-12           |
| MV Agusta   | Bike Devil Sweda MV Agusta           | 77     | James Ellison    | 9                  |

| Leyenda                     |
| --------------------------- |
| Piloto Titular              |
| Piloto Invitado (Wild Card) |
| Piloto sustituto            |

## Clasificaciones

### Sistema de puntuación
Los puntos se reparten entre los 15 primeros clasificados de cada carrera y se hace de la siguiente manera:
| Posición | 1.º | 2.º | 3.º | 4.º | 5.º | 6.º | 7.º | 8.º | 9.º | 10.º | 11.º | 12.º | 13.º | 14.º | 15.º |
| Puntos   | 25  | 20  | 16  | 13  | 11  | 10  | 9   | 8   | 7   | 6    | 5    | 4    | 3    | 2    | 1    |

### Puntos de Showdown
El sistema "showdown" consiste en que durante las 9 primeras citaslos pilotos que consiguen podio reciben puntos por esos podios. Al finalizar las 9ª cita (Oulton Park), los 6 primeros de la general pasan al Showdown, reciben 500 puntos más los puntos de pódium que han aconseguido a lo largo de la temporada. Esos 6 pilotos luchan por el título. El resto de pilotos sigue sumando igual los puntos para ver quien gana la "BSB Riders Cup".
| Posición         | 1.º | 2.º | 3.º |
| Puntos de pódium | 5   | 3   | 1   |

### Clasificación de Pilotos
| Pos                       | Piloto                    | Moto                      | SIL                       | SIL                       | OUL                       | OUL                       | DON                       | DON                       | DON                       | BRH                       | BRH                       | KNO                       | KNO                       | SNE                       | SNE                       | THR                       | THR                       | CAD                       | CAD                       | OUL                       | OUL                       | OUL                       | ASS                       | ASS                       | DON                       | DON                       | BRH                       | BRH                       | BRH                       | Pts                       |
| Pos                       | Piloto                    | Moto                      | R1                        | R2                        | R1                        | R2                        | R1                        | R2                        | R3                        | R1                        | R2                        | R1                        | R2                        | R1                        | R2                        | R1                        | R2                        | R1                        | R2                        | R1                        | R2                        | R3                        | R1                        | R2                        | R1                        | R2                        | R1                        | R2                        | R3                        | Pts                       |
| The championship Showdown | The championship Showdown | The championship Showdown | The championship Showdown | The championship Showdown | The championship Showdown | The championship Showdown | The championship Showdown | The championship Showdown | The championship Showdown | The championship Showdown | The championship Showdown | The championship Showdown | The championship Showdown | The championship Showdown | The championship Showdown | The championship Showdown | The championship Showdown | The championship Showdown | The championship Showdown | The championship Showdown | The championship Showdown | The championship Showdown | The championship Showdown | The championship Showdown | The championship Showdown | The championship Showdown | The championship Showdown | The championship Showdown | The championship Showdown | The championship Showdown |
| ------------------------- | ------------------------- | ------------------------- | ------------------------- | ------------------------- | ------------------------- | ------------------------- | ------------------------- | ------------------------- | ------------------------- | ------------------------- | ------------------------- | ------------------------- | ------------------------- | ------------------------- | ------------------------- | ------------------------- | ------------------------- | ------------------------- | ------------------------- | ------------------------- | ------------------------- | ------------------------- | ------------------------- | ------------------------- | ------------------------- | ------------------------- | ------------------------- | ------------------------- | ------------------------- | ------------------------- |
| 1                         | Scott Redding             | Ducati                    | 3                         | Ret                       | 5                         | 4                         | 1                         | 1                         | 1                         | 22                        | 3                         | 2                         | 1                         | 1                         | 1                         | 2                         | 22                        | 4                         | Ret                       | 3                         | 1                         | 3                         | 1                         | 1                         | 1                         | 1                         | 3                         | 2                         | 3                         | 697                       |
| 2                         | Josh Brookes              | Ducati                    | Ret                       | Ret                       | 1                         | 1                         | Ret                       | 4                         | 5                         | 1                         | 1                         | 8                         | 4                         | 2                         | 2                         | 3                         | 1                         | 2                         | 1                         | 1                         | 2                         | Ret                       | 2                         | 4                         | 3                         | 2                         | 1                         | 1                         | 1                         | 692                       |
| 3                         | Tommy Bridewell           | Ducati                    | 5                         | 4                         | 2                         | 2                         | 4                         | 3                         | 3                         | 3                         | 2                         | 5                         | 3                         | Ret                       | 3                         | 8                         | 5                         | 3                         | 2                         | Ret                       | 3                         | 1                         | Ret                       | 2                         | 2                         | 3                         | 2                         | 3                         | 2                         | 636                       |
| 4                         | Danny Buchan              | Kawasaki                  | 9                         | 3                         | 3                         | 3                         | 13                        | 11                        | 12                        | 4                         | 4                         | 1                         | Ret                       | 4                         | Ret                       | 6                         | 8                         | 1                         | 3                         | 4                         | 5                         | 4                         | 6                         | 3                         | 10                        | 4                         | 5                         | 6                         | 8                         | 588                       |
| 5                         | Tarran Mackenzie          | Yamaha                    | 2                         | 1                         | 8                         | 5                         | 2                         | 5                         | 4                         | DNS                       | DNS                       | Ret                       | 2                         | 3                         | Ret                       | DNS                       | DNS                       | 13                        | 12                        | 8                         | 9                         | 7                         | 7                         | 13                        | 12                        | 9                         | 11                        | 4                         | 6                         | 566                       |
| 6                         | Peter Hickman             | BMW                       | 14                        | 14                        | 6                         | 11                        | 10                        | 9                         | 7                         | 5                         | 7                         | 11                        | 6                         | 7                         | 5                         | 5                         | 3                         | 5                         | 5                         | Ret                       | 8                         | 8                         | 8                         | 8                         | 4                         | Ret                       | 7                         | 8                         | 5                         | 558                       |
| BSB Riders Cup            |                           |                           |                           |                           |                           |                           |                           |                           |                           |                           |                           |                           |                           |                           |                           |                           |                           |                           |                           |                           |                           |                           |                           |                           |                           |                           |                           |                           |                           |                           |
| 7                         | Christian Iddon           | BMW                       | 11                        | 17                        | Ret                       | 6                         | 7                         | 6                         | 6                         | 7                         | 6                         | 4                         | Ret                       | 10                        | 6                         | 17                        | 6                         | 6                         | 4                         | 5                         | 7                         | Ret                       | Ret                       | Ret                       | 6                         | 5                         | 4                         | 5                         | 4                         | 203                       |
| 8                         | Andrew Irwin              | Honda                     | 6                         | 7                         | 11                        | 9                         | 11                        | 12                        | 8                         | 9                         | 12                        | Ret                       | 5                         | 5                         | 4                         | 1                         | 2                         | 9                         | Ret                       | Ret                       | EX                        | 10                        | 11                        | 12                        | 5                         | 7                         | 9                         | 9                         | 9                         | 202                       |
| 9                         | Xavi Forès                | Honda                     | 10                        | 8                         | 16                        | 17                        | 3                         | 2                         | 2                         | 14                        | 13                        | 3                         | 11                        | 6                         | 8                         | 7                         | 7                         | 14                        | 9                         | 16                        | 11                        | 14                        | 5                         | 6                         | 6                         | 8                         | 8                         | 11                        | Ret                       | 199                       |
| 10                        | Jason O'Halloran          | Yamaha                    | Ret                       | Ret                       | 4                         | 7                         | 5                         | 7                         | Ret                       | 8                         | 9                         | Ret                       | Ret                       | 9                         | Ret                       | 4                         | 4                         | 7                         | 14                        | 6                         | 6                         | 6                         | 3                         | 7                         | 11                        | 10                        | 6                         | 7                         | 7                         | 195                       |
| 11                        | Bradley Ray               | Suzuki                    | 16                        | 10                        | 14                        | 12                        | 17                        | 13                        | 9                         | 17                        | Ret                       | 6                         | Ret                       | 13                        | 13                        | 12                        | 13                        | Ret                       | Ret                       | 2                         | 4                         | 2                         | 9                         | 10                        | Ret                       | 6                         | 15                        | 14                        | 14                        | 126                       |
| 12                        | Luke Mossey               | Suzuki                    | 4                         | 6                         | Ret                       | 14                        | Ret                       | 14                        | 13                        | 11                        | 11                        | 7                         | 8                         | 8                         | 10                        | 9                         | 9                         | INJ                       | INJ                       | 12                        | 10                        | 11                        | 12                        | Ret                       | 9                         | 11                        | Ret                       | 15                        | 12                        | 122                       |
| 13                        | Luke Stapleford           | Suzuki                    | 7                         | 5                         | 19                        | 16                        | 12                        | 15                        | 10                        | 13                        | 17                        | 8                         | Ret                       | Ret                       | 15                        | 14                        | 12                        | 11                        | 8                         | 14                        | 12                        | 12                        | 4                         | 5                         | 13                        | 14                        | 14                        | 16                        | 17                        | 102                       |
| 14                        | Dan Linfoot               | Yamaha                    | 13                        | 9                         | 13                        | 13                        | Ret                       | Ret                       | Ret                       | 2                         | 5                         | 13                        | 7                         | 14                        | 11                        | 15                        | 10                        | Ret                       | 15                        | Ret                       | Ret                       | 16                        | Ret                       | 9                         | Ret                       | 19                        | 12                        | 12                        | 10                        | 95                        |
| 15                        | Glenn Irwin               | Kawasaki                  | Ret                       | 11                        | Ret                       | 22                        | 9                         | Ret                       | 11                        | 10                        | 10                        | 10                        | 9                         | INJ                       | INJ                       |                           |                           |                           |                           |                           |                           |                           |                           |                           |                           |                           |                           |                           |                           | 84                        |
| 15                        | Glenn Irwin               | BMW                       |                           |                           |                           |                           |                           |                           |                           |                           |                           |                           |                           |                           |                           | 11                        | Ret                       | 8                         | 6                         | 7                         | 15                        | 5                         | Ret                       | 15                        |                           |                           |                           |                           |                           | 84                        |
| 16                        | Ryan Vickers              | Kawasaki                  | 12                        | 15                        | 9                         | 10                        | DNS                       | DNS                       | DNS                       | INJ                       | INJ                       | INJ                       | INJ                       | Ret                       | 12                        | 10                        | Ret                       | 10                        | 7                         | 10                        | Ret                       | 9                         | Ret                       | DNS                       | 8                         | 12                        | Ret                       | Ret                       | Ret                       | 68                        |
| 17                        | Josh Elliot               | Suzuki                    | 1                         | 2                         | 10                        | 15                        | 18                        | Ret                       | 16                        | 15                        | 15                        | 15                        | 14                        | Ret                       | Ret                       | 18                        | 15                        | 20                        | 16                        | INJ                       | INJ                       | INJ                       | INJ                       | INJ                       |                           |                           |                           |                           |                           | 58                        |
| 18                        | Keith Farmer              | BMW                       | 15                        | 12                        | 7                         | 8                         | 8                         | 10                        | Ret                       | 6                         | 8                         | DNS                       | DNS                       | INJ                       | INJ                       | INJ                       | INJ                       | INJ                       | INJ                       | INJ                       | INJ                       | INJ                       | INJ                       | INJ                       | INJ                       | INJ                       | INJ                       | INJ                       | INJ                       | 54                        |
| 19                        | Héctor Barberà            | Kawasaki                  |                           |                           |                           |                           | 6                         | 8                         | Ret                       | 24                        | 20                        |                           |                           | 12                        | 7                         | 20                        | 16                        | 16                        | 11                        | Ret                       | Ret                       | DNS                       | 10                        | 10                        | 17                        | 17                        | 20                        | 19                        | 16                        | 47                        |
| 20                        | Claudio Corti             | Kawasaki                  | 8                         | Ret                       | 18                        | 21                        | 14                        | 18                        | 14                        | 16                        | 16                        | Ret                       | 12                        | 15                        | 14                        | 13                        | 14                        | DNS                       | DNS                       | 17                        | 14                        | 13                        | 17                        | 14                        | 15                        | 15                        | 19                        | 20                        | 15                        | 35                        |
| 21                        | James Ellison             | BMW                       | Ret                       | Ret                       | 23                        | Ret                       | 15                        | 16                        | 15                        | 12                        | 14                        | 12                        | 10                        | Ret                       | 17                        | 16                        | 11                        |                           |                           |                           |                           |                           |                           |                           |                           |                           |                           |                           |                           | 28                        |
| 21                        | James Ellison             | MV Agusta                 |                           |                           |                           |                           |                           |                           |                           |                           |                           |                           |                           |                           |                           |                           |                           |                           |                           | 13                        | Ret                       | DNS                       |                           |                           |                           |                           |                           |                           |                           | 28                        |
| 21                        | James Ellison             | Suzuki                    |                           |                           |                           |                           |                           |                           |                           |                           |                           |                           |                           |                           |                           |                           |                           |                           |                           |                           |                           |                           | 14                        | Ret                       | Ret                       | 20                        | Ret                       | 17                        | Ret                       | 28                        |
| 22                        | Alex Olsen                | BMW                       |                           |                           |                           |                           |                           |                           |                           |                           |                           |                           |                           |                           |                           |                           |                           |                           |                           | 9                         | 16                        | Ret                       | 16                        | 16                        | 16                        | 13                        | 13                        | 13                        | 13                        | 19                        |
| 23                        | Taylor Mackenzie          | BMW                       |                           |                           |                           |                           |                           |                           |                           |                           |                           |                           |                           |                           |                           |                           |                           |                           |                           |                           |                           |                           |                           |                           | DNS                       | DNS                       | 10                        | 10                        | 11                        | 17                        |
| 24                        | Michael Laverty           | BMW                       |                           |                           |                           |                           |                           |                           |                           |                           |                           |                           |                           | 11                        | 9                         |                           |                           |                           |                           |                           |                           |                           |                           |                           |                           |                           |                           |                           |                           | 12                        |
| 25                        | Ben Currie                | Kawasaki                  | Ret                       | 13                        | DNS                       | DNS                       | INJ                       | INJ                       | INJ                       | INJ                       | INJ                       | Ret                       | Ret                       | 19                        | DNS                       | Ret                       | 20                        | 21                        | 19                        | 11                        | Ret                       | 17                        | 15                        | 17                        | 19                        | 18                        | 16                        | Ret                       | Ret                       | 9                         |
| 26                        | Dean Harrison             | Kawasaki                  | Ret                       | Ret                       | 12                        | 18                        | DNP                       | DNP                       | DNP                       | DNP                       | DNP                       | 17                        | Ret                       | 18                        | 18                        | DNP                       | DNP                       | 15                        | 13                        | INJ                       | INJ                       | INJ                       |                           |                           | 22                        | 22                        | 18                        | 18                        | Ret                       | 8                         |
| 27                        | Joe Francis               | BMW                       | 21                        | 20                        | Ret                       | 23                        | 16                        | 19                        | 17                        | Ret                       | 21                        | Ret                       | Ret                       | 16                        | Ret                       | DNS                       | DNS                       | 22                        | Ret                       | 15                        | 13                        | 15                        | Ret                       | Ret                       | 14                        | 16                        | Ret                       | Ret                       | Ret                       | 7                         |
| 28                        | Billy McConnell           | Suzuki                    |                           |                           |                           |                           |                           |                           |                           |                           |                           |                           |                           |                           |                           |                           |                           | 18                        | 10                        | DNS                       | DNS                       | DNS                       | INJ                       | INJ                       | 18                        | Ret                       | 21                        | 22                        | 18                        | 6                         |
| 29                        | David Allingham           | Yamaha                    | Ret                       | 19                        | 15                        | 20                        | 19                        | 17                        | 18                        | DNS                       | DNS                       | 14                        | 13                        | Ret                       | 19                        | 23                        | 19                        | 23                        | 18                        | Ret                       | Ret                       | Ret                       |                           |                           | 23                        | 23                        |                           |                           |                           | 6                         |
| 30                        | Gino Rea                  | MV Agusta                 |                           |                           |                           |                           |                           |                           |                           |                           |                           |                           |                           |                           |                           |                           |                           | 12                        | Ret                       |                           |                           |                           |                           |                           | 20                        | 26                        | Ret                       | 24                        | 19                        | 4                         |
| 31                        | Richard Cooper            | Suzuki                    |                           |                           |                           |                           |                           |                           |                           |                           |                           |                           |                           |                           |                           |                           |                           |                           |                           |                           |                           |                           | 13                        | Ret                       |                           |                           |                           |                           |                           | 3                         |
| 32                        | Sam Coventry              | Kawasaki                  | 22                        | 21                        | 22                        | 25                        | DNS                       | Ret                       | Ret                       | 19                        | 22                        | Ret                       | 15                        | Ret                       | 20                        | 21                        | 17                        | 19                        | 17                        | Ret                       | 17                        | 18                        | 19                        | 18                        | Ret                       | 24                        | Ret                       | Ret                       | 21                        | 1                         |
|                           | Matt Truelove             | Yamaha                    | 18                        | 18                        | Ret                       | 24                        | 20                        | Ret                       | Ret                       | 18                        | 18                        | 16                        | Ret                       | 17                        | 16                        | Ret                       | Ret                       | 17                        | 20                        | DNS                       | DNS                       | DNS                       | 18                        | 19                        | 21                        | 21                        | 17                        | 21                        | 20                        | 0                         |
|                           | Sylvain Barrier           | Ducati                    | 17                        | 16                        | 17                        | 18                        | 21                        | 20                        | Ret                       | 21                        | 19                        |                           |                           |                           |                           |                           |                           |                           |                           |                           |                           |                           |                           |                           |                           |                           |                           |                           |                           | 0                         |
|                           | Shaun Winfield            | Yamaha                    | Ret                       | Ret                       | 21                        | Ret                       | 22                        | 21                        | Ret                       | 23                        | 23                        | Ret                       | 16                        | 21                        | 22                        | 24                        | 21                        | 24                        | 21                        | Ret                       | 18                        | 19                        | Ret                       | 20                        | 24                        | 25                        | Ret                       | Ret                       | 23                        | 0                         |
|                           | Dean Hipwell              | BMW                       | 19                        | 22                        | Ret                       | Ret                       | Ret                       | Ret                       | 19                        | 20                        | 24                        | Ret                       | 17                        | 20                        | 21                        | 22                        | Ret                       | Ret                       | Ret                       |                           |                           |                           |                           |                           |                           |                           |                           |                           |                           | 0                         |
|                           | Danny Kent                | MV Agusta                 |                           |                           |                           |                           |                           |                           |                           |                           |                           |                           |                           | Ret                       | DNS                       | Ret                       | 18                        |                           |                           |                           |                           |                           |                           |                           |                           |                           |                           |                           |                           |                           |
|                           | Fraser Rogers             | Kawasaki                  | 20                        | Ret                       | DNS                       | DNS                       | INJ                       | INJ                       | INJ                       | INJ                       | INJ                       | INJ                       | INJ                       | 22                        | Ret                       | 19                        | Ret                       | Ret                       | Ret                       | INJ                       | INJ                       | INJ                       |                           |                           |                           |                           |                           |                           |                           | 0                         |
|                           | James Hillier             | Kawasaki                  | 23                        | 23                        | 20                        | 26                        |                           |                           |                           |                           |                           |                           |                           |                           |                           |                           |                           |                           |                           |                           |                           |                           |                           |                           |                           |                           |                           |                           |                           | 0                         |
|                           | Josh Owens                | BMW                       |                           |                           |                           |                           |                           |                           |                           |                           |                           |                           |                           |                           |                           |                           |                           |                           |                           | Ret                       | Ret                       | DNS                       | Ret                       | Ret                       | Ret                       | Ret                       | 22                        | 23                        | Ret                       |                           |
|                           | Conor Cummins             | Honda                     | 24                        | Ret                       |                           |                           |                           |                           |                           |                           |                           |                           |                           |                           |                           |                           |                           |                           |                           |                           |                           |                           |                           |                           |                           |                           |                           |                           |                           | 0                         |
|                           | Ashley Beech              | BMW                       |                           |                           |                           |                           |                           |                           |                           |                           |                           |                           |                           |                           |                           |                           |                           |                           |                           |                           |                           |                           |                           |                           | Ret                       | Ret                       |                           |                           |                           |                           |
| Pos                       | Piloto                    | Moto                      | SIL                       | SIL                       | OUL                       | OUL                       | DON                       | DON                       | DON                       | BRH                       | BRH                       | KNO                       | KNO                       | SNE                       | SNE                       | THR                       | THR                       | CAD                       | CAD                       | OUL                       | OUL                       | OUL                       | ASS                       | ASS                       | DON                       | DON                       | BRH                       | BRH                       | BRH                       | Pts                       |

| Color     | Resultado                                                               |
| --------- | ----------------------------------------------------------------------- |
| Oro       | Ganador                                                                 |
| Plata     | 2.ª plaza                                                               |
| Bronce    | 3.ª plaza                                                               |
| Verde     | Finalizó en los puntos                                                  |
| Azul      | Finalizó sin puntos                                                     |
| Azul      | NC - No clasificado                                                     |
| Violeta   | Ret - No terminó (Carrera)                                              |
| Rojo      | DNQ - No se clasificó                                                   |
| Negro     | DSQ - Descalificado                                                     |
| Blanco    | DNS - No empezó (carrera)                                               |
| Blanco    | WD - Retirado (fin de semana)                                           |
| Blanco    | C - Carrera cancelada                                                   |
| Sin color | DNP - Inscrito pero no participó                                        |
| Sin color | INJ - Lesionado                                                         |
| Sin color | EX - Excluido                                                           |
| Estado    | Resultado                                                               |
| Negrita   | Pole position                                                           |
| Cursiva   | Vuelta rápida                                                           |
| †         | Abandona, pero clasifica al completar el porcentaje requerido para ello |

### Clasificación de Constructores
| Pos | Constructor | SIL | SIL | OUL | OUL | DON | DON | DON | BRH | BRH | KNO | KNO | SNE | SNE | THR | THR | CAD | CAD | OUL | OUL | OUL | ASS | ASS | DON | DON | BRH | BRH | BRH | Pts |
| Pos | Constructor | R1  | R2  | R1  | R2  | R1  | R2  | R3  | R1  | R2  | R1  | R2  | R1  | R2  | R1  | R2  | R1  | R2  | R1  | R2  | R3  | R1  | R2  | R1  | R2  | R1  | R2  | R3  |     |
| --- | ----------- | --- | --- | --- | --- | --- | --- | --- | --- | --- | --- | --- | --- | --- | --- | --- | --- | --- | --- | --- | --- | --- | --- | --- | --- | --- | --- | --- | --- |
| 1   | Ducati      | 3   | 4   | 1   | 1   | 1   | 1   | 1   | 1   | 1   | 2   | 1   | 1   | 1   | 2   | 1   | 2   | 1   | 1   | 1   | 1   | 1   | 1   | 1   | 1   | 1   | 1   | 1   | 639 |
| 2   | Kawasaki    | 8   | 3   | 3   | 3   | 6   | 8   | 11  | 4   | 4   | 1   | 9   | 4   | 7   | 6   | 8   | 1   | 3   | 4   | 5   | 4   | 6   | 3   | 8   | 4   | 5   | 6   | 8   | 331 |
| 3   | Yamaha      | 2   | 1   | 4   | 5   | 2   | 4   | 5   | 2   | 5   | 13  | 2   | 3   | 11  | 4   | 4   | 7   | 12  | 6   | 6   | 6   | 3   | 7   | 11  | 9   | 6   | 4   | 6   | 320 |
| 4   | Honda       | 6   | 7   | 11  | 9   | 3   | 2   | 2   | 9   | 12  | 3   | 5   | 5   | 4   | 1   | 2   | 9   | 9   | 16  | 11  | 10  | 5   | 6   | 5   | 7   | 8   | 9   | 9   | 282 |
| 5   | BMW         | 11  | 12  | 6   | 6   | 7   | 6   | 6   | 5   | 6   | 4   | 6   | 7   | 7   | 5   | 3   | 5   | 4   | 5   | 7   | 5   | 8   | 8   | 4   | 5   | 4   | 5   | 4   | 279 |
| 6   | Suzuki      | 1   | 2   | 10  | 12  | 12  | 13  | 9   | 11  | 11  | 6   | 8   | 8   | 10  | 9   | 9   | 11  | 8   | 2   | 4   | 2   | 4   | 5   | 9   | 6   | 14  | 14  | 14  | 238 |
| 7   | MV Agusta   |     |     |     |     |     |     |     |     |     |     |     | Ret | DNS | Ret | 18  | 12  | Ret | 13  | Ret | DNS |     |     | 20  | 26  | Ret | 24  | 19  | 7   |
| Pos | Constructor | R1  | R2  | R1  | R2  | R1  | R2  | R3  | R1  | R2  | R1  | R2  | R1  | R2  | R1  | R2  | R1  | R2  | R1  | R2  | R3  | R1  | R2  | R1  | R2  | R1  | R2  | R3  | Pts |
| Pos | Constructor | SIL | SIL | OUL | OUL | DON | DON | DON | BRH | BRH | KNO | KNO | SNE | SNE | THR | THR | CAD | CAD | OUL | OUL | OUL | ASS | ASS | DON | DON | BRH | BRH | BRH | Pts |